# 大和八重子
大和 八重子（やまと やえこ、6月17日 - ）は、日本の漫画家。埼玉県出身。血液型はO型。

## 略歴
- 1998年、まんがカレッジ佳作受賞。
- 1999年、『週刊少年サンデー超』（小学館）にて、『チェリーズ』でデビュー。
- 2000年、『週刊少年サンデー』（同）39号より、『タケル道』の短期集中連載を開始。好評につき、48号から新章として正式連載。

## 作品

### 連載
- タケル道（原案協力・監修：小川直也、週刊少年サンデー 2000年39号 - 43号、48号 - 2001年16号）
- GO!拓人（週刊少年サンデー超 2001年12月25日号 - 2002年6月25日号）
- 雨の判決（シナリオ協力：伊佐木康、ビッグコミックスペリオール 2005年11月25日号 - 2006年7月14日号、短期集中連載）

### 読切
- チェリーズ（週刊少年サンデー超 1999年11月20日号）
- Aキャッチャー（少年サンデー特別増刊R 2000年1月10日号）
- 正田樹物語（週刊少年サンデー超 2000年4月20日号）
- それ行け!湘南シーレックス（週刊少年サンデー超 2000年7月20日号）
- マジカルSHOT 9×9（週刊少年サンデー超 2002年2月25日号）
- PUMP☆IT★UP（週刊少年サンデー 2003年44号）
- 清水崇監督物語〜呪怨をつくった男〜（脚本：横田直幸、週刊少年サンデー超 2006年1月25日号）